# Campeonato Mundial de Ciclismo em Pista de 1952
O Campeonato Mundial UCI de Ciclismo em Pista de 1952 foi realizado em Paris, na França, entre os dias 26 e 31 de agosto. Foram disputadas cinco provas masculinas, três de profissionais e duas para amadores.

## Sumário de medalhas

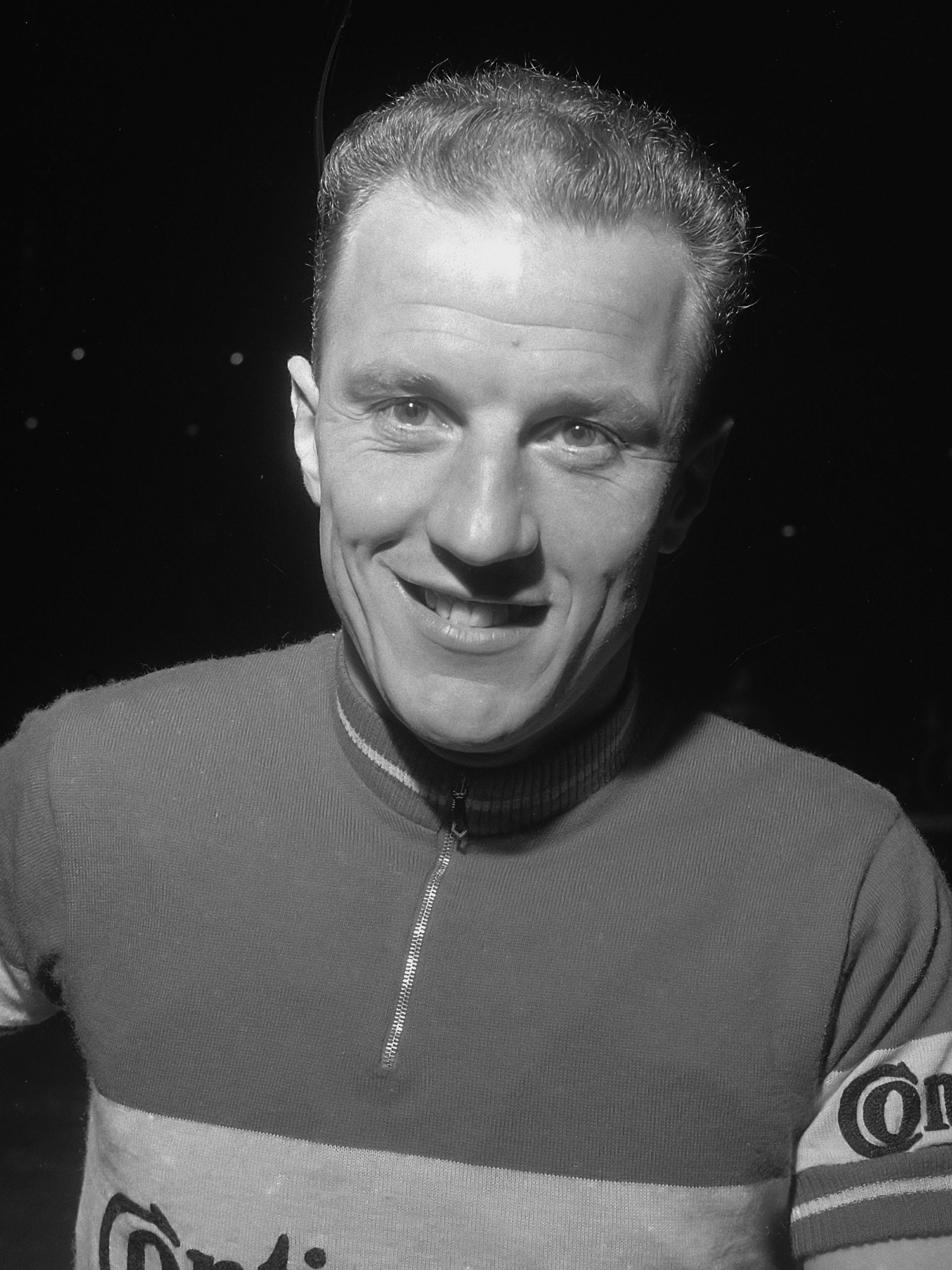
Adolph Verschueren ciclista belga, vencedor a prova Motor-paced.

| Eventos profissionais masculinos |                                  |                                     |                             |
| Velocidade individual            | Oscar Plattner · Suíça           | Georges Senfftleben · França        | Jan Derksen · Países Baixos |
| Perseguição individual           | Sydney Patterson · Austrália     | Antonio Bevilacqua · Itália         | Lucien Gillen · Luxemburgo  |
| Motor-paced                      | Adolph Verschueren · Bélgica     | Walter Lohmann · Alemanha Ocidental | Henri Lemoine · França      |
| Eventos amadores masculinos      |                                  |                                     |                             |
| Velocidade individual            | Enzo Sacchi · Itália             | Marino Morettini · Itália           | Cyril Peacock · Reino Unido |
| Perseguição individual           | Piet van Heusden · Países Baixos | Mino De Rossi · Itália              | Loris Campana · Itália      |

## Quadro de medalhas
| Ordem | País               | Medalha de ouro | Medalha de prata | Medalha de bronze | Total |
| ----- | ------------------ | --------------- | ---------------- | ----------------- | ----- |
| 1     | Itália             | 1               | 3                | 1                 | 5     |
| 2     | Países Baixos      | 1               | 0                | 1                 | 2     |
| 3     | Austrália          | 1               | 0                | 0                 | 1     |
| -     | Bélgica            | 1               | 0                | 0                 | 1     |
| -     | Suíça              | 1               | 0                | 0                 | 1     |
| 6     | França             | 0               | 1                | 1                 | 2     |
| 7     | Alemanha Ocidental | 0               | 1                | 0                 | 1     |
| 8     | Reino Unido        | 0               | 0                | 1                 | 1     |
| -     | Luxemburgo         | 0               | 0                | 1                 | 1     |